# Indywidualny Puchar Mistrzów na Żużlu 1988
Indywidualny Puchar Mistrzów 1988 – zawody żużlowe, mające na celu wyłonienie medalistów Indywidualnego Pucharu Mistrzów sezonie 1988. Zwyciężył Szwed Per Jonsson.

## Wyniki
- Krško, 14 sierpnia 1988

| Msc. | Zawodnik             | Kraj            | Pkt   |             |  |
| ---- | -------------------- | --------------- | ----- | ----------- |  |
| 1    | Per Jonsson          | Szwecja         | 14    | (3,2,3,3,3) |  |
| 2    | Gerd Riss            | RFN             | 13 +3 | (2,3,3,2,3) |  |
| 3    | Zoltán Adorján       | Węgry           | 13 +2 | (3,3,2,3,2) |  |
| 4    | Heinrich Schatzer    | Austria         | 11    | (w,2,3,3,3) |  |
| 5    | Per Sörensen         | Dania           | 10    | (2,2,2,2,2) |  |
| 6    | Antonín Kasper       | Czechosłowacja  | 9     | (2,d,1,3,3) |  |
| 7    | Zenon Kasprzak       | Polska          | 9     | (3,3,1,1,1) |  |
| 8    | Valentino Furlanetto | Włochy          | 8     | (d,3,3,1,1) |  |
| 9    | Walerij Gordiejew    | ZSRR            | 8     | (2,1,1,2,2) |  |
| 10   | Kelvin Tatum         | Wielka Brytania | 6     | (3,1,2,0,0) |  |
| 11   | Ari Koponen          | Finlandia       | 5     | (1,2,0,0,2) |  |
| 12   | Zvonko Pavlic        | Jugosławia      | 4     | (0,1,2,0,1) |  |
| 13   | Nikołaj Manew        | Bułgaria        | 3     | (d,1,0,1,1) |  |
| 14   | Henk Stenam          | Holandia        | 3     | (1,0,0,2,0) |  |
| 15   | Artur Horvath        | Jugosławia      | 2     | (1,0,0,1,0) |  |
| 16   | Tor Einar Hielm      | Norwegia        | 2     | (1,0,1,d,0) |  |